# 420 (альбом)
4:20 — совместный альбом российского рэп-исполнителя Guf'а и участника дансхолл-объединения True Jamaican Crew Rigos’а. Вышел 9 сентября 2014 года, незадолго до приуроченной к выходу автограф-сессии, где можно было приобрести CD с копиями материала. Альбом вышел на первую строчку по всем альбомам продаж iTunes.

## Критика
Сайт The-Flow назвал альбом «смелым». «Принято писать, что Гуф опять рассказал много историй о себе и окружающих, и пусть не сделал при этом ничего революционного, но — вот парадокс! — такой уж он человек, что миллионам людей все равно адски интересно узнать, что там у Гуфа случилось вчера и какая повестка на завтра», — пишет его главный редактор Андрей Никитин.

## Видеоклипы
- 420 — первый совместный клип и трек Гуфа и Ригоса, вышедший 20 апреля 2013 года, анонсировавший выход самого альбома. В конечном итоге композиция не вошла на альбом.
- Бараний рог — второй клип в поддержку альбома. Композиция не вошла в альбом, но вышла через несколько дней после альбома. Позже трек вошёл в сольный альбом Ригоса «На Реальных Событиях».

## Список композиций
| №   | Название                                   | Текст песни        | Музыка       | Длительность |
| --- | ------------------------------------------ | ------------------ | ------------ | ------------ |
| 1.  | «Вдох»                                     | Guf, Rigos         | BluntCath    | 1:08         |
| 2.  | «Не тайна»                                 | Guf, Rigos         | BluntCath    | 3:41         |
| 3.  | «Пали ЖК»                                  | Guf, Rigos         | Black Jacket | 3:14         |
| 4.  | «Паразит»                                  | Guf, Rigos         | BluntCath    | 3:52         |
| 5.  | «Путь далёк»                               | Guf, Rigos         | Black Jacket | 4:09         |
| 6.  | «Низкий профиль»                           | Guf, Rigos         | BluntCath    | 3:47         |
| 7.  | «Ренегат feat. Брутто („Каспийский груз“)» | Guf, Rigos, Брутто | BluntCath    | 4:42         |
| 8.  | «Запропастились»                           | Guf, Rigos         | BluntCath    | 4:04         |
| 9.  | «Безвылазно»                               | Guf, Rigos         | George Soul  | 3:04         |
| 10. | «Климат суров»                             | Guf, Rigos         | BluntCath    | 3:18         |
| 11. | «Индустрия»                                | Guf, Rigos         | BluntCath    | 3:12         |
| 12. | «Стало так»                                | Guf, Rigos         | BluntCath    | 4:13         |
| 13. | «Без если или либо»                        | Guf, Rigos         | BluntCath    | 4:04         |
| 14. | «Выдох»                                    | —                  | BluntCath    | 1:08         |